# Numero strettamente non palindromo
In teoria dei numeri, un numero strettamente non palindromo è un numero intero n che non può essere scritto come numero palindromo in nessuna base di numerazione compresa tra 2 e n-2.

I primi numeri strettamente non palindromi sono: 1, 2, 3, 4, 6, 11, 19, 47, 53, 79, 103, 137, 139, 149, 163, 167, 179, 223, 263, 269, 283, 293, 311, 317, 347, 359, 367, 389, 439, 491, 563.

## Definizione
Un numero n si dice strettamente non palindromo se non è palindromo in nessuna base 2 ≤ b ≤ n − 2. Il motivo di questa restrizione è che:
- In base 1 tutti i numeri sono palindromi, essendo disponibile una sola cifra;
- Ogni n≥3 si scrive come 11 in base n-1, ed è quindi sempre palindromo in tale base;
- Ogni n≥2 si scrive come 10 in base n, e non è quindi mai palindromo in tale base;
- Ogni n≥1 si scrive con una sola cifra in tutte le basi b>n, ed è quindi sempre banalmente palindromo in tali basi.

Per i numeri da 1 a 4, l'intervallo di basi da considerare è vuoto, per cui questi numeri sono strettamente non palindromi. A parte i suddetti casi banali, il primo numero strettamente non palindromo è 6: infatti 6 si scrive 110 in base 2, 20 in base 3 e 12 in base 4, e nessuna di queste espressioni è palindroma.

## Proprietà matematiche
Tutti i numeri strettamente non palindromi maggiori di 6 sono anche numeri primi. Infatti, tutti i numeri pari {\displaystyle n} maggiori di 6 si scrivono come 22 nella base {\displaystyle {\frac {1}{2}}n-1}; mentre tutti i numeri dispari composti maggiori di 6 rientrano in uno dei seguenti casi:
- {\displaystyle n=9}, che è palindromo in base 2 (corrispondendo a 1001)
- {\displaystyle n} è un numero quadrato (diverso da 9), ed è quindi palindromo in base {\displaystyle {\sqrt {n}}-1} (corrispondendo a 121)
- ponendo {\displaystyle n=p\cdot m}, dove {\displaystyle p} è il più piccolo fattore primo di {\displaystyle n}, {\displaystyle n} è palindromo nella base {\displaystyle m-1} (corrispondendo a {\displaystyle pp}).

Nessun primo di Fermat o primo di Mersenne può essere strettamente non palindromo, dato che entrambi sono sempre palindromi in base 2.